# Kallakavatagi, Bijapur
Kallakavatagi là một làng thuộc tehsil Bijapur, huyện Bijapur, bang Karnataka, Ấn Độ.